# Чернушка 2-я
Чернушка 2-я — посёлок в Черемховском районе Иркутской области России. Входит в состав Новостроевского муниципального образования. Находится примерно в 81 км к западу от районного центра.

## Население
| 2002 | 2010 | 2011 | 2012 |
| ---- | ---- | ---- | ---- |
| 107  | ↘77  | →77  | ↗78  |

Гендерный состав
По данным Всероссийской переписи, в 2010 году в посёлке проживало 77 человек (36 мужчин и 41 женщина).